# Grey Lynn

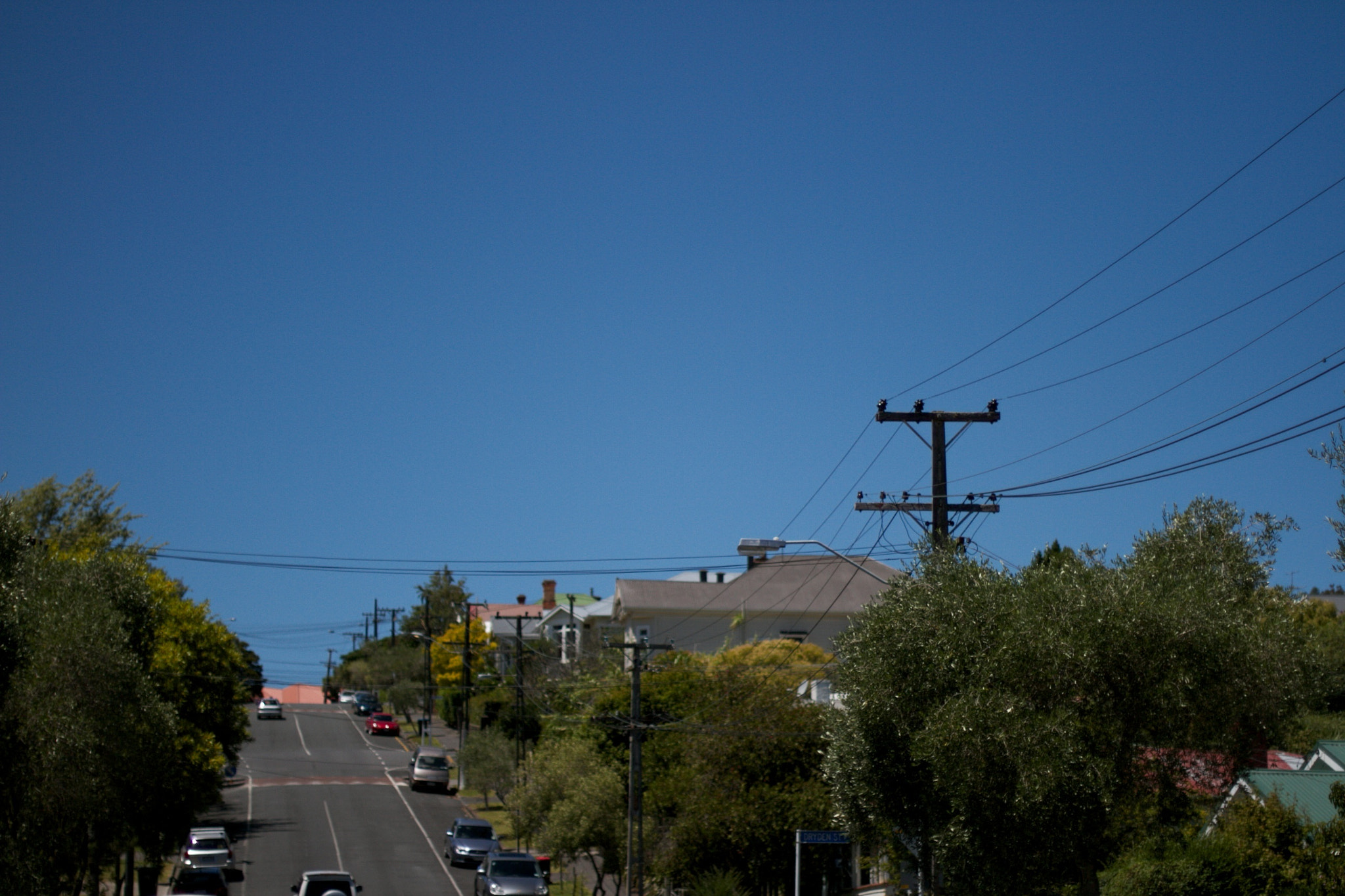
Grey Lynn

Grey Lynn ist ein Vorort von Auckland, Neuseeland.

## Einwohner
| Jahr      | 1996  | 2001  | 2006  | 2013  | 2019  |
| --------- | ----- | ----- | ----- | ----- | ----- |
| Einwohner | 3.540 | 3.460 | 3.520 | 3.490 | 3.760 |

## Veranstaltungen
Grey Lynn Park Festival

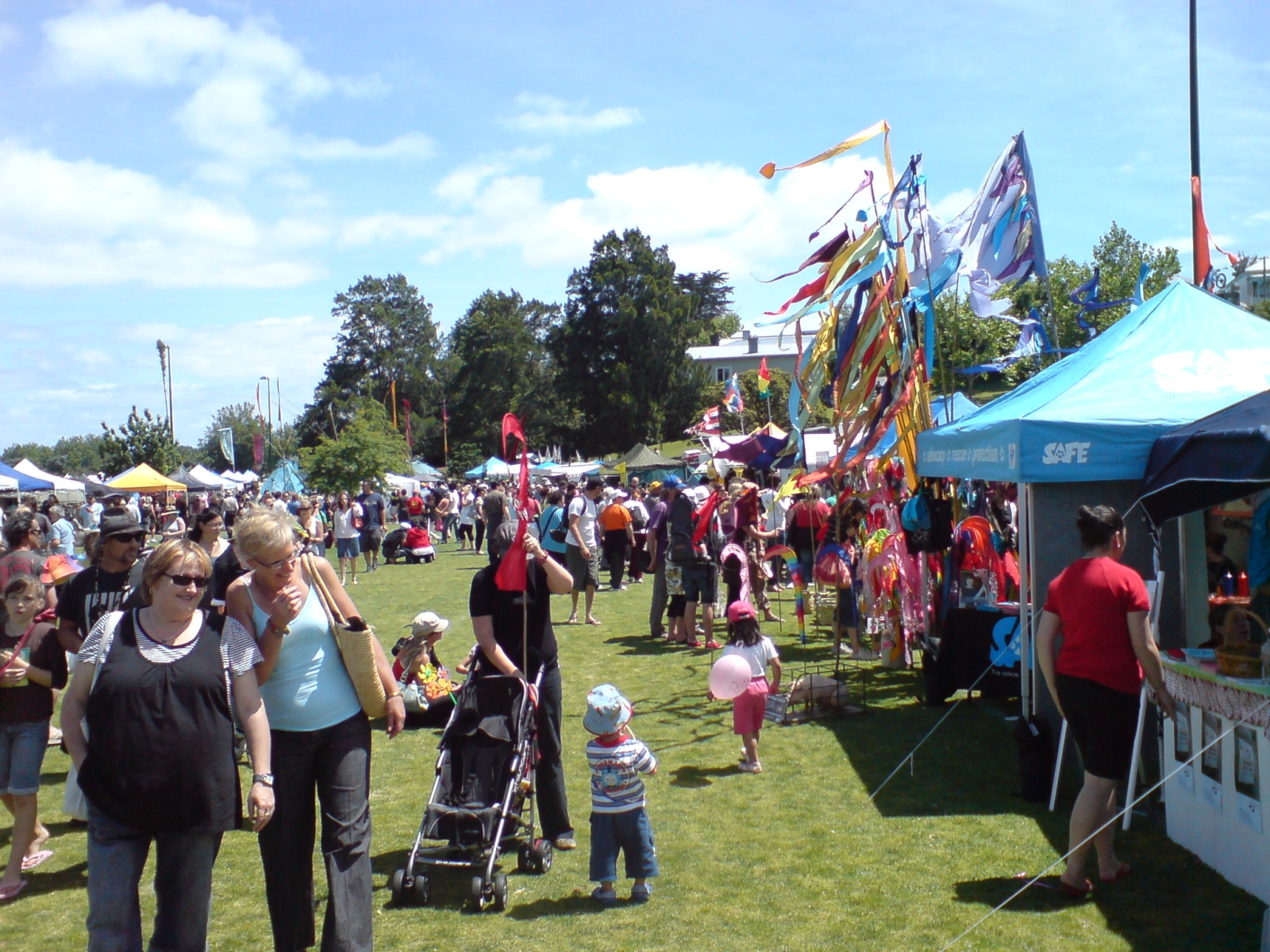
Grey Lynn Park Festival, 2008

Das Grey Lynn Park Festival ist ein jährlich stattfindendes Non-Profit Festival, bei dem die Einnahmen für Wohltätige Zwecke gespendet werden.

## Persönlichkeiten
- Benee, Sängerin und Songwriterin